# イソブタン
イソブタン（英: isobutane）は、ブタンの構造異性体にあたる炭化水素。可燃性物質。IUPAC名は 2-メチルプロパン (2-methylpropane)。
フロンガスの代替品として、エアコンや電気冷蔵庫の冷媒、スプレーなどに用いられる。また、冷媒番号はR600aである。
また、沸点温度がブタンより低いため、主にアウトドア仕様のカセットガスに使われており、たまにBiC社製などの一般のライターにも用いられていることがあり、両者とも寒冷地や冬山登山での扱いやすさが向上している。連続着火回数が一般的な100円ライターが1000回程度であるのに対し、イソブタンを使用したライターが3000回程度であるので、イソブタンを使用したライターの方が一般的な炎式であるにもかかわらず、値段も少し高い。